# Darwinův hrbolek

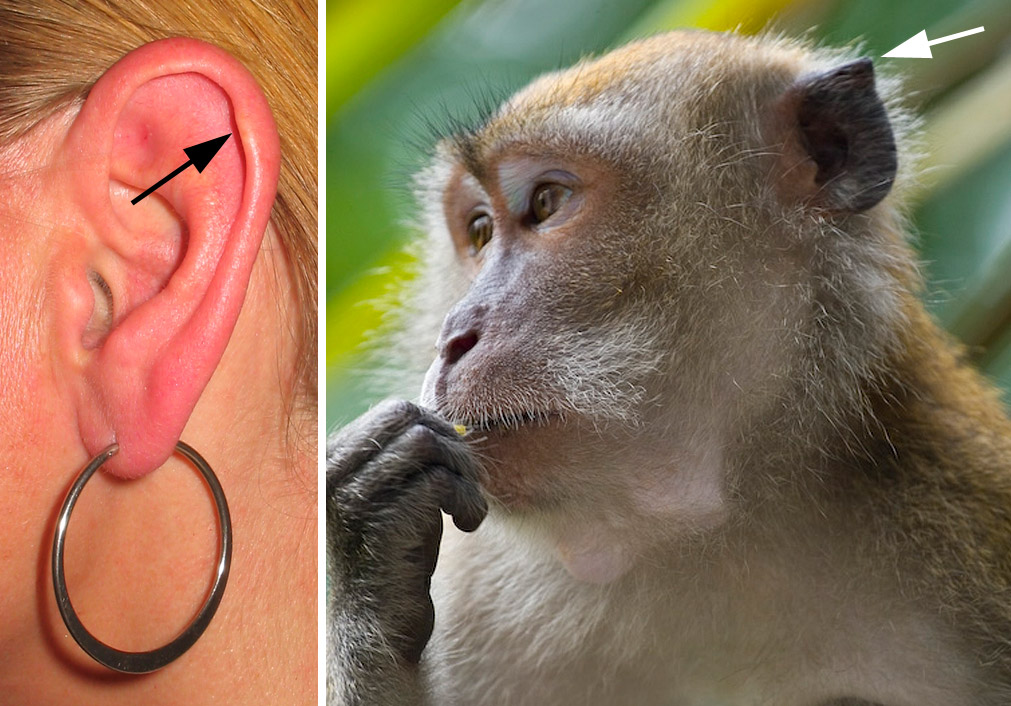
Darwinův hrbolek na lidském uchu a porovnání se strukturou na uchu primátů (makak jávský), se kterou je Darwinův hrbolek spojován

Darwinův hrbolek (lat. tuberculum auriculae) je hrbolek na ušním boltci, který se u některých jedinců nachází na hranici horní a střední třetiny zadní části helixu (vnějšího zavinutého okraje boltce). O hrbolku se poprvé zmiňuje Charles Darwin ve své knize O původu člověka (1879), a proto se pro něj ujal název „Darwinův hrbolek“. Darwin tvrdí, že je to rudimentální (Darwinův hrbolek je atavismus) znak, který se u člověka objevuje kvůli jeho příbuznosti s primáty, kteří často mají na podobném místě výrazný hrbol.

## Četnost a stupeň rozvoje znaku
Tento hrbol je možné pozorovat u části lidské populace (podle některých zdrojů cca 1 %, podle jiných 10,4 %, ve skutečnosti je každé měření velmi subjektivní, protože v populaci existuje velmi plynulý přechod). Tzv. Schwalbeho stupnice slouží k hodnocení míry, s jakou došlo u dané osoby k rozvoji Darwinova hrbolku. K nejvyšším stupňům patří ucho makakové (připomínající rod makak, Macaca) a ucho cerkopithekové (připomínající rod kočkodan, Cercopithecus). Je zajímavé, že ucho lidského plodu připomíná právě ucho makakového typu – pak se však tvar boltce mění a po narození se makakové ucho považuje za vývojovou anomálii.

## Dědičnost
Tradičně se Darwinův hrbolek používá ve středoškolské genetice k demonstraci jednoalelové dědičnosti. McDonald však ve své knize Myths of Human Genetics uvádí, že se jedná o omyl, ve skutečnosti je Darwinův hrbolek ovlivněn buď velkým množstvím genů, nebo je spíše genetický vliv na tento znak velmi nízký.